# Leonor Sullivan

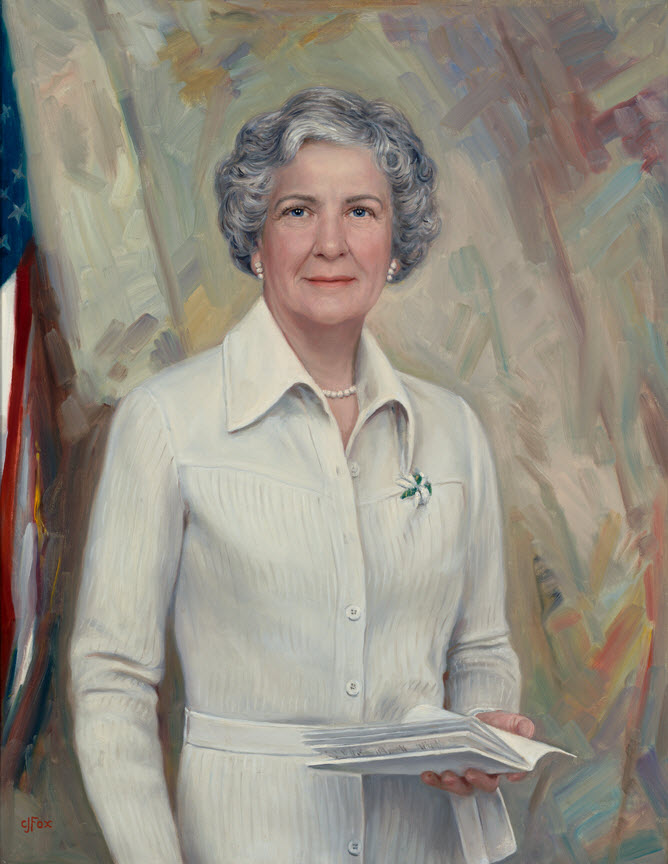
Leonor Sullivan (Gemälde von C.J. Fox, 1974)

Leonor Alice Kretzer Sullivan, geboren als Leonor Alice Kretzer (* 21. August 1902 in St. Louis, Missouri; † 1. September 1988 ebenda) war eine US-amerikanische Politikerin. Zwischen 1953 und 1977 vertrat sie den Bundesstaat  Missouri im US-Repräsentantenhaus.

## Werdegang
Leonor Alice Kretzer, so ihr Geburtsname, besuchte sowohl öffentliche als auch private Schulen. Danach studierte sie an der Washington University in St. Louis. In den folgenden Jahren war sie als Lehrerin tätig. Zwischen 1942 und 1951 arbeitete sie im Stab ihres Mannes, des Kongressabgeordneten John B. Sullivan (1897–1951); danach war sie für den Abgeordneten Leonard Irving tätig.
Politisch war Leonor Sullivan Mitglied der Demokratischen Partei. Bei den Kongresswahlen des Jahres 1952 wurde sie im dritten Wahlbezirk von Missouri in das US-Repräsentantenhaus in Washington, D.C. gewählt, wo sie am 3. Januar 1953 die Nachfolge von Phil J. Welch antrat. Nach elf Wiederwahlen konnte sie bis zum 3. Januar 1977 zwölf Legislaturperioden im Kongress absolvieren. Seit 1973 war sie Vorsitzende des Ausschusses, der sich mit der Handelsmarine und der Fischerei befasst. In ihre Zeit als Kongressabgeordnete fielen unter anderem die Bürgerrechtsbewegung, der Vietnamkrieg und die Watergate-Affäre. Außerdem wurden der 23., der 24., der 25. und der 26. Verfassungszusatz ratifiziert.
Im Jahr 1976 verzichtete Sullivan auf eine weitere Kongresskandidatur. Danach zog sie sich aus der Politik zurück. Sie starb am 1. September 1988 in St. Louis.